# Есарт (Лоар и Шер)
Есарт (фр. Essarts) насеље је и општина у централној Француској у региону Центар (регион), у департману Лоар и Шер која припада префектури Вандом.
По подацима из 2011. године у општини је живело 104 становника, а густина насељености је износила 23,74 становника/km². Општина се простире на површини од 4,38 km². Налази се на средњој надморској висини од 186 метара (максималној 139 m, а минималној 75 m).

## Демографија
| 1962. | 1968. | 1975. | 1982. | 1990. | 1999. | 2011. |
| ----- | ----- | ----- | ----- | ----- | ----- | ----- |
| 81    | 110   | 105   | 110   | 92    | 102   | 104   |

График промене броја становника у току последњих година